# Tipula (Lunatipula) anicilla
Tipula (Lunatipula) anicilla is een tweevleugelige uit de familie langpootmuggen (Tipulidae). De soort komt voor in het Palearctisch gebied.